# Aly Male
Aly Male (ur. 11 maja 1970 w Dakarze) – senegalski piłkarz grający na pozycji pomocnika.

## Kariera klubowa
Swoją karierę piłkarską Male rozpoczął w klubie z Dakaru, ASC Jeanne d’Arc. W 1991 roku zadebiutował w nim w pierwszej lidze senegalskiej. W 1993 roku przeszedł do AS Douanes. Wraz z zespołem Douanes wywalczył dwa tytuły mistrza Senegalu w latach 1993 i 1997 oraz zdobył pięć Pucharów Senegalu w latach 1997, 2002, 2003, 2004 i 2005. W 2005 roku zakończył swoją karierę sportową.

## Kariera reprezentacyjna
W reprezentacji Senegalu Male zadebiutował w 1992 roku. W tym samym roku rozegrał dwa mecze w Pucharze Narodów Afryki 1992: z Nigerią (1:2) i z Kenią (3:0).
W 1994 roku Male wystąpił w trzech meczach Pucharu Narodów Afryki: z Gwineą (2:1), z Ghaną (0:1) i ćwierćfinale z Zambią (0:1). W kadrze narodowej grał do 1997 roku.